# Тендик (Западно-Казахстанская область)
Тендик (каз. Теңдік) — упразднённое село в Жангалинском районе Западно-Казахстанской области Казахстана. Исключено из учётных данных в 2021 г. Входило в состав Жанажолского сельского округа. Код КАТО — 274035500.

## Население
В 1999 году население села составляло 164 человека (84 мужчины и 80 женщин). По данным переписи 2009 года, в селе проживало 90 человек (43 мужчины и 47 женщин).